# Вітте Сергій Юлійович
Сергі́й Ю́лійович Ві́тте (рос. Сергей Юлиевич Витте; 17 (29) червня 1849, Тифліс, Російська імперія (нині Тбілісі, Грузія) — 28 лютого (13 березня) 1915, Петроград, Російська імперія) — російський державний діяч німецького походження, керівник Південно-Західних залізниць (1880—1889), міністр фінансів і шляхів сполучення, голова Ради міністрів Російської імперії з жовтня 1905 по квітень 1906 року, один з ініціаторів Маніфесту 17 жовтня 1905 року; революційне піднесення намагався пригасити політичними заходами, не вдаючись до репресій; з його іменем пов'язаний економічний ривок 1890-х років, водночас виступав прибічником великодержавницьких ідей. Титул графа одержав за вдале виконання дипломатичної місії — укладення влітку 1905 року Портсмутського договору, вигідного для Росії, що зазнала поразки в Російсько-японській війні. Почесний громадянин міста Сарапул, Удмуртія.

## Життєпис
Народився 29 червня 1849 в Тифлісі в сім'ї директора департаменту державного майна на Кавказі. Предки Вітте по батькові, німці, переселилися до Балтії з Голландії в XVII ст. По матері — дочки члена головного управління намісника на Кавказі — родовід Вітте вівся від нащадків князів Долгоруких. Двоюрідною сестрою Сергія Юлійовича по цій лінії була Гелена Петрівна фон Ган (Олена Блавацька), засновниця російського теософського руху.
У 1860-х вчився на фізико-математичному факультеті Новоросійського університету в Одесі. Вчився на кошти Кавказького намісництва, оскільки після смерті батька, Юлія Федоровича Вітте, сім'я не могла сплатити його навчання.
Почав відразу ж працювати начальником перевезень на Одеській гілці Південно-Західних залізниць. У роки Російсько-турецької війни 1877—1878 відзначився організацією перевезення військ до театру військових дій, за що отримав посаду начальника експлуатаційного відділу Південно-Західних залізниць.
Видана ним в 1883 році книга «Принципи залізничних тарифів перевезення вантажів» принесла йому популярність у фінансових колах (надалі двічі перевидавалася у доповненому вигляді).
Тоді також писав для газети «Русь», яку видавав Іван Сергійович Аксаков, співробітничав з Одеським слов'янським добродійним товариством.
У 1889 році призначений директором департаменту залізниць міністерства фінансів.
З лютого 1892 став міністром шляхів сполучень, а з серпня 1892, у зв'язку з відставкою міністра фінансів І. О. Вишнеградського зайняв його пост.
За ініціативою Вітте були здійснені значні економічні заходи: була введена Винна монополія (1894); споруджена Сибірська залізнична магістраль і розгорнуто залізничне будівництво (1890-і роки); здійснена грошова реформа 1897, за якою введений золотий обіг і встановлений вільний обмін кредитного рубля на золото.
22 січня 1902 заснував «Особливу нараду про потреби сільськогосподарської промисловості», на якій були сформульовані положення, використані згодом Петром Столипіним. Тоді місцеві комітети наради (82 губернських і обласних і 536 повітів і окружних) висловилися за добровільний перехід селян від громадського володіння землею до подвірного. Але Микола II не зважився на проведення реформ, і «Особлива нарада» 30 березня 1905 року була закрита.
У роки Російсько-японської війни прагнув протидіяти політиці Японії на Далекому Сході і, проводячи курс на зближення з Китаєм, виступав проти захоплення Порт-Артура. При його участі укладені оборонний союз з Китаєм проти Японії і угода про будівництво Китайсько-східної залізниці на території Маньчжурії.
У серпні 1903 був призначений на пост голови Комітету міністрів, на цій посаді очолив делегацію, що підписала Портсмутський мирний договір 1905 року з Японією, за що отримав графський титул.

Меморіальна дошка Вітте Сергію Юлійовичу. Встановлена 19 грудня 2007 року на фасаді будівлі Управління Південно-Західної залізниці (Київ)

З жовтня 1905 по квітень 1906 року був головою Ради Міністрів. Під час Жовтневого Всеросійського політичного страйку 1905 року наполіг на ліберальній програмі поступок громадськості, що знайшла свій вираз у Маніфесті 17 жовтня 1905 року.
У той же час був ініціатором каральних експедицій до Сибіру, Прибалтики, Польщі; ним були направлені війська з Петербургу для придушення Московського збройного повстання.
У 1906 році він добився у французьких банкірів позики в 2,25 млрд франків, що укріпило позиції уряду в боротьбі з революцією. Проте через зростаючу критику своїх дій, як з боку дворянства, так і з боку буржуазії, Вітте вимушений був подати у відставку. Відставка прийнята 16 квітня 1906 року.
Останні роки життя провів в Санкт-Петербурзі (у 1914 році перейменованому на Петроград) і за кордоном. Залишаючись членом Державної ради, він брав участь в роботі Комітету фінансів, головою якого залишався до самої смерті.
У січні 1907 р. пережив замах на вбивство, організований російськими чорносотенними організаціями. Замах успішно розслідував видатний юрист Павло Алєксандров).
У 1907—1912 роках написав біографічну книгу «Спогади».
Помер 13 березня 1915 року від менінгіту в своєму особняку в Петрограді і був похований на цвинтарі Олександро-Невськой лаври.
У 1999 році на фасаді особняка Вітте встановили меморіальну дошку з текстом: «Тут з 1899 по 1915 рік жив видатний діяч Росії Сергій Юлійович Вітте».

## Цікаві факти
Першим у Російській імперії придумав як підвищити ефективність використання паровозів. Раніше локомотив знаходився в русі доти, поки була працездатною бригада. А коли машиніст відпочивав, паровоз простоював (так звана європейська система експлуатації паровозів). Сергій Юлійович, не чекаючи дозволу зі столиці (у зв'язку із необхідністю якнайшвидшого перевезення військ на фронт в умовах російсько-турецької війни (1877—1878)), почав змінювати бригади машиністів після закінчення визначеного терміну, і паровоз став працювати безперервно, простоюючи лише у випадку ремонту або зміни мастила (так звана американська система експлуатації паровозів).
Першим у Росії застосував видачу позичок під хлібні вантажі. Ці й інші нововведення дозволили підняти чистий дохід залізниці з 470 тисяч карбованців у 1880 році до 13 мільйонів карбованців у 1889 році.